# Setge de foc
 Setge de foc (títol original: Fools' Parade) és una pel·lícula estatunidenca dirigida per Andrew V. McLaglen el 1971. Ha estat doblada al català.

## Argument
Tres detinguts són alliberats de la presó de Glory (Virginia Occidental), i un d'ells ha amassat més de 25.000 dòlars pels seus 40 anys de treball en el si de la penitencieria. Decideixen obrir una botiga a la ciutat veïna, però el banquer, associat amb un dels guardians, no ho veu bé.

## Repartiment
- James Stewart: Mattie Appleyard
- George Kennedy: "Doc" Council
- Anne Baxter: Cleo
- Strother Martin: Lee Cottrill
- Kurt Russell: Johnny Jesus
- William Windom: Roy K. Sizemore
- Mike Kellin: Steve Mystic
- Katherine Cannon: Chanty
- Morgan Paull: Junior Kilfong
- Robert Donner: Willis Hubbard
- David Huddleston: Homer Grindstaff
- Dort Clark: Enoch Purdy
- James Lee Barrett: Sonny Boy